# ディオクレース
ディオクレース（古希: Διοκλῆς, Dioklēs）は、ギリシア神話の人物である。長音を省略してディオクレスとも表記される。主に、
- エレウシースの王
- メガラの王
- オルティロコスの子

が知られている。以下に説明する。

## エレウシースの王
このディオクレースは、エレウシースの王の1人で、『ホメーロス風讃歌』第2歌「デーメーテール讃歌」によるとトリプトレモス、ポリュクセイノス、エウモルポス、ドリコス、ケレオスとともにエレウシースを支配した。これらの諸王のうち、トリプトレモスは知恵に優れ、ディオクレースは馬を御し、エウモルポスは威を振るい、ケレオスは人民の長であると歌われている。またエレウシースの秘儀と関係が深い人物で、トリプトレモス、エウモルポス、ケレオスとともにデーメーテールによって秘儀を授けられたと歌われている。
なお、ディオクレースはメガラーの英雄であり、この人物が「デーメーテール讃歌」にエレウシースの王の1人として挙げられていることは、エレウシースがアテーナイよりもメガラーの影響下に置かれていた時代に「デーメーテール讃歌」が成立したことをうかがわせるという。

## メガラの王
このディオクレースは、メガラの王である。アテーナイ王テーセウスに欺かれてエレウシースを奪われた。

## オルティロコスの子
このディオクレースは、メッセニア地方のペライの王である。河神アルペイオスの子オルティロコスの子で、双生児の息子オルティロコスとクレートーン、およびアンティクレイアという娘がいた。
ホメーロスの叙事詩『オデュッセイアー』によると、テーレマコスは父オデュッセウスの情報を求めるスパルタへの旅の途上で、ディオクレースの館に滞在した。
息子たちは老将ネストール率いるメッセニア勢の武将としてトロイア遠征軍に加わったが、いずれもアイネイアースに討たれた。またアンティクレイアは医術の神アスクレーピオスの子マカーオーンと結婚し、ニーコマコスとゴルガソス、アレクサノール、スピュロス、ポレモクラテースを生んだ。